# Copa Libertadores 2004
La Copa Libertadores 2004, denominada por motivos comerciales Copa Toyota Libertadores 2004, fue la cuadragésima quinta edición del torneo de clubes más importante de América del Sur, organizado por la Confederación Sudamericana de Fútbol, en la que participaron equipos de once países: Argentina, Bolivia, Brasil, Chile, Colombia, Ecuador, México, Paraguay, Perú, Uruguay y Venezuela.
Once Caldas de Colombia se consagró campeón por primera vez en su historia. Gracias al título, jugó ante Porto de Portugal la Copa Intercontinental 2004, última edición del certamen, y la Recopa Sudamericana 2005 frente a Boca Juniors de Argentina, casualmente el mismo rival al que derrotó en la final de la presente competición. Se clasificó, también, a la segunda fase de la Copa Libertadores 2005.

## Formato
La edición de 2004 contó con un formato ligeramente diferente al de sus predecesoras y sucesoras. Se le otorgó un cupo extra a Brasil y a Venezuela, de manera que la cantidad de participantes aumentó a 36. Ante ello, se quitó la eliminatoria previa disputada por clubes venezolanos y mexicanos, y se establecieron directamente en la Fase de grupos nueve zonas de 4 equipos. El primero de cada una de ellas y los 5 mejores segundos —14 equipos en total— accedieron directamente a los octavos de final, mientras que con los 4 segundos restantes se formaron dos llaves, de las cuales se determinaron los últimos 2 clasificados a las fases finales. Al igual que en las ediciones previas, el resto de la competición se desarrolló bajo el formato de eliminación directa hasta llegar a la final, en la que se declaró al campeón.
|                             |                             | Equipos que entran en esta fase | Equipos que provienen de la fase anterior |
| --------------------------- | --------------------------- | --- | --- |
| Fase de grupos (36 equipos) | Fase de grupos (36 equipos) | - 1 equipo, campeón de la Copa Libertadores 2003 - 5 equipos de Brasil - 4 equipos de Argentina - 3 equipos de Bolivia, Chile, Colombia, Ecuador, Paraguay, Perú, Uruguay y Venezuela - 2 equipos de México | |
| Repechaje (4 equipos)       | Repechaje (4 equipos)       | | - 4 peores equipos segundos de la Fase de grupos |
| Fases finales (16 equipos)  | Fases finales (16 equipos)  | | - 9 equipos primeros de la Fase de grupos - 5 mejores equipos segundos de la Fase de grupos - 2 equipos ganadores de la eliminación directa entre segundos |

## Equipos participantes
En cursiva los equipos debutantes en el torneo.
| País                                | Equipo                                                                 | Vía de clasificación |
| ----------------------------------- | ---------------------------------------------------------------------- | --- |
| Argentina 4 cupos + campeón vigente | Boca Juniors Independiente River Plate Vélez Sarsfield Rosario Central | Campeón de la Copa Libertadores 2003 Campeón del Torneo Apertura 2002 Campeón del Torneo Clausura 2003 Mejor equipo ubicado en la tabla de posiciones del Campeonato de Primera División 2002-03 2.º mejor equipo ubicado en la tabla de posiciones del Campeonato de Primera División 2002-03 |
| Bolivia 3 cupos                     | The Strongest Jorge Wilstermann Bolívar                                | Campeón del Torneo Apertura 2003 y del Torneo Clausura 2003 Subcampeón del Torneo Clausura 2003 Subcampeón del Torneo Apertura 2003 |
| Brasil 5 cupos                      | Cruzeiro Santos São Paulo São Caetano Coritiba                         | Campeón del Campeonato Brasileño de 2003 y de la Copa de Brasil 2003 2.º puesto del Campeonato Brasileño de 2003 3.º puesto del Campeonato Brasileño de 2003 4.º puesto del Campeonato Brasileño de 2003 5.º puesto del Campeonato Brasileño de 2003                                           |
| Chile 3 cupos                       | Cobreloa Colo-Colo Universidad de Concepción                           | Campeón del Torneo Apertura 2003 y del Torneo Clausura 2003 Subcampeón del Torneo Apertura 2003 y del Torneo Clausura 2003 1.º puesto de la fase clasificatoria del Torneo Clausura 2003 |
| Colombia 3 cupos                    | Once Caldas Deportes Tolima Deportivo Cali                             | Campeón del Torneo Apertura 2003 Campeón del Torneo Finalización 2003 Mejor equipo ubicado en la Reclasificación 2003 |
| Ecuador 3 cupos                     | Liga de Quito Barcelona El Nacional                                    | Campeón del Campeonato Ecuatoriano de 2003 Subcampeón del Campeonato Ecuatoriano de 2003 3.º puesto de la Liguilla Final del Campeonato Ecuatoriano de 2003 |
| México 2 invitados                  | Santos Laguna América                                                  | Campeón de la InterLiga 2004 Ganador de la final de Recalificación de la InterLiga 2004 |
| Paraguay 3 cupos                    | Libertad Guaraní Olimpia                                               | Campeón del Campeonato Paraguayo de 2003 Ganador de serie de partidos entre los subcampeones de los torneos Apertura 2003 y Clausura 2003 Ganador de Liguilla Pre-Libertadores 2004 |
| Perú 3 cupos                        | Alianza Lima Sporting Cristal Cienciano                                | Campeón del Campeonato Descentralizado 2003 Subcampeón del Campeonato Descentralizado 2003 Ganador del Cuadrangular Pre-Libertadores 2004 y Campeón de la Copa Sudamericana 2003 |
| Uruguay 3 cupos                     | Peñarol Nacional Fénix                                                 | Campeón del Campeonato Uruguayo de 2003 Subcampeón del Campeonato Uruguayo de 2003 Ganador de la Liguilla Pre-Libertadores de América de 2003 |
| Venezuela 3 cupos                   | Caracas U. A. Maracaibo Deportivo Táchira                              | Campeón de la Primera División Venezolana 2002-03 Subcampeón de la Primera División Venezolana 2002-03 Mejor equipo ubicado en la tabla sumatoria del año 2003 de la Primera División Venezolana                                                                                               |

### Distribución geográfica de los equipos
Distribución geográfica de las sedes de los equipos participantes:

## Sorteo
El sorteo se realizó el 17 de diciembre de 2003 en la sede de la Confederación.
| Bombo 1 | Bombo 2 | Bombo 3 | Bombo 4 |
| --- | --- | --- | --- |
| - Cruzeiro - Santos - São Paulo - São Caetano - Coritiba - Boca Juniors - Independiente - River Plate - Vélez Sarsfield | - Rosario Central - Once Caldas - Deportes Tolima - Deportivo Cali - Liga de Quito - Barcelona - El Nacional - Santos Laguna - América | - Cobreloa - Colo-Colo - Universidad de Concepción - Libertad - Guaraní - Olimpia - Peñarol - Nacional - Fénix | - The Strongest - Wilstermann - Bolívar - Sporting Cristal - Alianza Lima - Cienciano - Caracas - Maracaibo - Deportivo Táchira |

## Fase de grupos
El primer equipo de cada grupo y los cinco mejores segundos pasaron a los octavos de final, mientras que los cuatro segundos restantes debieron disputar el repechaje. 
|  | Equipos clasificados a los Octavos de final. |
|  | Equipos que disputaron el repechaje.         |
|  | Equipos eliminados de la competición.        |

### Grupo 1
| Equipo        | Pts. | PJ | PG | PE | PP | GF | GC | DG  |
| ------------- | ---- | -- | -- | -- | -- | -- | -- | --- |
| América       | 13   | 6  | 4  | 1  | 1  | 11 | 5  | 6   |
| São Caetano   | 8    | 6  | 2  | 2  | 2  | 10 | 8  | 2   |
| Peñarol       | 8    | 6  | 2  | 2  | 2  | 9  | 7  | 2   |
| The Strongest | 4    | 6  | 1  | 1  | 4  | 4  | 14 | –10 |

| \| Fecha \| Lugar \| Local \| Resultado \| Visitante \| \| ------------- \| ------------------ \| ------------- \| --------- \| ------------- \| \| 5 de febrero \| São Caetano do Sul \| São Caetano \| 4:2 \| The Strongest \| \| 11 de febrero \| Ciudad de México \| América \| 3:1 \| Peñarol \| \| 19 de febrero \| La Paz \| The Strongest \| 0:0 \| América \| \| 2 de marzo \| Montevideo \| Peñarol \| 1:1 \| São Caetano \| \| 11 de marzo \| São Caetano do Sul \| São Caetano \| 1:2 \| América \| \| 16 de marzo \| Montevideo \| Peñarol \| 4:0 \| The Strongest \| \| 17 de marzo \| Ciudad de México \| América \| 2:1 \| São Caetano \| \| 23 de marzo \| La Paz \| The Strongest \| 2:0 \| Peñarol \| \| 8 de abril \| São Caetano do Sul \| São Caetano \| 1:1 \| Peñarol \| \| 8 de abril \| Ciudad de México \| América \| 4:0 \| The Strongest \| \| 15 de abril \| La Paz \| The Strongest \| 0:2 \| São Caetano \| \| 15 de abril \| Montevideo \| Peñarol \| 2:0 \| América \| |                    |               |           |               |
| Fecha | Lugar              | Local         | Resultado | Visitante     |
| 5 de febrero | São Caetano do Sul | São Caetano   | 4:2       | The Strongest |
| 11 de febrero | Ciudad de México   | América       | 3:1       | Peñarol       |
| 19 de febrero | La Paz             | The Strongest | 0:0       | América       |
| 2 de marzo | Montevideo         | Peñarol       | 1:1       | São Caetano   |
| 11 de marzo | São Caetano do Sul | São Caetano   | 1:2       | América       |
| 16 de marzo | Montevideo         | Peñarol       | 4:0       | The Strongest |
| 17 de marzo | Ciudad de México   | América       | 2:1       | São Caetano   |
| 23 de marzo | La Paz             | The Strongest | 2:0       | Peñarol       |
| 8 de abril | São Caetano do Sul | São Caetano   | 1:1       | Peñarol       |
| 8 de abril | Ciudad de México   | América       | 4:0       | The Strongest |
| 15 de abril | La Paz             | The Strongest | 0:2       | São Caetano   |
| 15 de abril | Montevideo         | Peñarol       | 2:0       | América       |

### Grupo 2
| Equipo          | Pts. | PJ | PG | PE | PP | GF | GC | DG |
| --------------- | ---- | -- | -- | -- | -- | -- | -- | -- |
| Once Caldas     | 13   | 6  | 4  | 1  | 1  | 11 | 6  | 5  |
| Maracaibo       | 8    | 6  | 2  | 2  | 2  | 10 | 9  | 1  |
| Vélez Sársfield | 7    | 6  | 2  | 1  | 3  | 7  | 9  | –2 |
| Fénix           | 5    | 6  | 1  | 2  | 3  | 6  | 10 | –4 |

| \| Fecha \| Lugar \| Local \| Resultado \| Visitante \| \| ------------- \| ------------ \| --------------- \| --------- \| --------------- \| \| 10 de febrero \| Buenos Aires \| Vélez Sársfield \| 1:1 \| Maracaibo \| \| 19 de febrero \| Manizales \| Once Caldas \| 3:0 \| Fénix \| \| 25 de febrero \| Maracaibo \| Maracaibo \| 1:2 \| Once Caldas \| \| 25 de febrero \| Maldonado \| Fénix \| 2:1 \| Vélez Sársfield \| \| 3 de marzo \| Maldonado \| Fénix \| 1:2 \| Maracaibo \| \| 9 de marzo \| Buenos Aires \| Vélez Sársfield \| 2:0 \| Once Caldas \| \| 17 de marzo \| Manizales \| Once Caldas \| 2:0 \| Vélez Sársfield \| \| 18 de marzo \| Maracaibo \| Maracaibo \| 1:1 \| Fénix \| \| 6 de abril \| Buenos Aires \| Vélez Sársfield \| 1:0 \| Fénix \| \| 6 de abril \| Manizales \| Once Caldas \| 2:1 \| Maracaibo \| \| 22 de abril \| Maracaibo \| Maracaibo \| 4:2 \| Vélez Sársfield \| \| 22 de abril \| Montevideo \| Fénix \| 2:2 \| Once Caldas \| |              |                 |           |                 |
| Fecha | Lugar        | Local           | Resultado | Visitante       |
| 10 de febrero | Buenos Aires | Vélez Sársfield | 1:1       | Maracaibo       |
| 19 de febrero | Manizales    | Once Caldas     | 3:0       | Fénix           |
| 25 de febrero | Maracaibo    | Maracaibo       | 1:2       | Once Caldas     |
| 25 de febrero | Maldonado    | Fénix           | 2:1       | Vélez Sársfield |
| 3 de marzo | Maldonado    | Fénix           | 1:2       | Maracaibo       |
| 9 de marzo | Buenos Aires | Vélez Sársfield | 2:0       | Once Caldas     |
| 17 de marzo | Manizales    | Once Caldas     | 2:0       | Vélez Sársfield |
| 18 de marzo | Maracaibo    | Maracaibo       | 1:1       | Fénix           |
| 6 de abril | Buenos Aires | Vélez Sársfield | 1:0       | Fénix           |
| 6 de abril | Manizales    | Once Caldas     | 2:1       | Maracaibo       |
| 22 de abril | Maracaibo    | Maracaibo       | 4:2       | Vélez Sársfield |
| 22 de abril | Montevideo   | Fénix           | 2:2       | Once Caldas     |

### Grupo 3
| Equipo                    | Pts. | PJ | PG | PE | PP | GF | GC | DG |
| ------------------------- | ---- | -- | -- | -- | -- | -- | -- | -- |
| Cruzeiro                  | 13   | 6  | 4  | 1  | 1  | 15 | 6  | 9  |
| Santos Laguna             | 12   | 6  | 3  | 3  | 0  | 10 | 6  | 4  |
| Caracas                   | 6    | 6  | 2  | 0  | 4  | 8  | 12 | –4 |
| Universidad de Concepción | 2    | 6  | 0  | 2  | 4  | 7  | 16 | –9 |

| \| Fecha \| Lugar \| Local \| Resultado \| Visitante \| \| ------------- \| -------------- \| ------------------------- \| --------- \| ------------------------- \| \| 3 de febrero \| Torreón \| Santos Laguna \| 2:2 \| Universidad de Concepción \| \| 4 de febrero \| Belo Horizonte \| Cruzeiro \| 3:1 \| Caracas \| \| 10 de febrero \| Concepción \| Universidad de Concepción \| 1:3 \| Cruzeiro \| \| 12 de febrero \| Caracas \| Caracas \| 0:1 \| Santos Laguna \| \| 17 de febrero \| Belo Horizonte \| Cruzeiro \| 1:1 \| Santos Laguna \| \| 24 de febrero \| Concepción \| Universidad de Concepción \| 2:3 \| Caracas \| \| 2 de marzo \| Caracas \| Caracas \| 1:0 \| Universidad de Concepción \| \| 10 de marzo \| Torreón \| Santos Laguna \| 1:0 \| Cruzeiro \| \| 16 de marzo \| Torreón \| Santos Laguna \| 3:1 \| Caracas \| \| 17 de marzo \| Belo Horizonte \| Cruzeiro \| 5:0 \| Universidad de Concepción \| \| 14 de abril \| Caracas \| Caracas \| 2:3 \| Cruzeiro \| \| 14 de abril \| Concepción \| Universidad de Concepción \| 2:2 \| Santos Laguna \| |                |                           |           |                           |
| Fecha | Lugar          | Local                     | Resultado | Visitante                 |
| 3 de febrero | Torreón        | Santos Laguna             | 2:2       | Universidad de Concepción |
| 4 de febrero | Belo Horizonte | Cruzeiro                  | 3:1       | Caracas                   |
| 10 de febrero | Concepción     | Universidad de Concepción | 1:3       | Cruzeiro                  |
| 12 de febrero | Caracas        | Caracas                   | 0:1       | Santos Laguna             |
| 17 de febrero | Belo Horizonte | Cruzeiro                  | 1:1       | Santos Laguna             |
| 24 de febrero | Concepción     | Universidad de Concepción | 2:3       | Caracas                   |
| 2 de marzo | Caracas        | Caracas                   | 1:0       | Universidad de Concepción |
| 10 de marzo | Torreón        | Santos Laguna             | 1:0       | Cruzeiro                  |
| 16 de marzo | Torreón        | Santos Laguna             | 3:1       | Caracas                   |
| 17 de marzo | Belo Horizonte | Cruzeiro                  | 5:0       | Universidad de Concepción |
| 14 de abril | Caracas        | Caracas                   | 2:3       | Cruzeiro                  |
| 14 de abril | Concepción     | Universidad de Concepción | 2:2       | Santos Laguna             |

### Grupo 4
| Equipo        | Pts. | PJ | PG | PE | PP | GF | GC | DG  |
| ------------- | ---- | -- | -- | -- | -- | -- | -- | --- |
| São Paulo     | 15   | 6  | 5  | 0  | 1  | 11 | 7  | 4   |
| Liga de Quito | 12   | 6  | 4  | 0  | 2  | 13 | 3  | 10  |
| Alianza Lima  | 9    | 6  | 3  | 0  | 3  | 6  | 8  | –2  |
| Cobreloa      | 0    | 6  | 0  | 0  | 6  | 3  | 15 | –12 |

| \| Fecha \| Lugar \| Local \| Resultado \| Visitante \| \| ------------- \| --------- \| ------------- \| --------- \| ------------- \| \| 10 de febrero \| Calama \| Cobreloa \| 0:2 \| Liga de Quito \| \| 11 de febrero \| Lima \| Alianza Lima \| 1:2 \| São Paulo \| \| 25 de febrero \| Quito \| Liga de Quito \| 3:0 \| Alianza Lima \| \| 26 de febrero \| São Paulo \| São Paulo \| 3:1 \| Cobreloa \| \| 4 de marzo \| Quito \| Liga de Quito \| 3:0 \| São Paulo \| \| 4 de marzo \| Lima \| Alianza Lima \| 2:0 \| Cobreloa \| \| 10 de marzo \| Calama \| Cobreloa \| 0:1 \| Alianza Lima \| \| 10 de marzo \| São Paulo \| São Paulo \| 1:0 \| Liga de Quito \| \| 24 de marzo \| Calama \| Cobreloa \| 1:2 \| São Paulo \| \| 25 de marzo \| Lima \| Alianza Lima \| 1:0 \| Liga de Quito \| \| 7 de abril \| São Paulo \| São Paulo \| 3:1 \| Alianza Lima \| \| 7 de abril \| Quito \| Liga de Quito \| 5:1 \| Cobreloa \| |           |               |           |               |
| Fecha | Lugar     | Local         | Resultado | Visitante     |
| 10 de febrero | Calama    | Cobreloa      | 0:2       | Liga de Quito |
| 11 de febrero | Lima      | Alianza Lima  | 1:2       | São Paulo     |
| 25 de febrero | Quito     | Liga de Quito | 3:0       | Alianza Lima  |
| 26 de febrero | São Paulo | São Paulo     | 3:1       | Cobreloa      |
| 4 de marzo | Quito     | Liga de Quito | 3:0       | São Paulo     |
| 4 de marzo | Lima      | Alianza Lima  | 2:0       | Cobreloa      |
| 10 de marzo | Calama    | Cobreloa      | 0:1       | Alianza Lima  |
| 10 de marzo | São Paulo | São Paulo     | 1:0       | Liga de Quito |
| 24 de marzo | Calama    | Cobreloa      | 1:2       | São Paulo     |
| 25 de marzo | Lima      | Alianza Lima  | 1:0       | Liga de Quito |
| 7 de abril | São Paulo | São Paulo     | 3:1       | Alianza Lima  |
| 7 de abril | Quito     | Liga de Quito | 5:1       | Cobreloa      |

### Grupo 5
| Equipo        | Pts. | PJ | PG | PE | PP | GF | GC | DG |
| ------------- | ---- | -- | -- | -- | -- | -- | -- | -- |
| Nacional      | 12   | 6  | 3  | 3  | 0  | 7  | 4  | 3  |
| Independiente | 8    | 6  | 2  | 2  | 2  | 9  | 7  | 2  |
| Cienciano     | 7    | 6  | 2  | 1  | 3  | 10 | 12 | –2 |
| El Nacional   | 5    | 6  | 1  | 2  | 3  | 6  | 9  | –3 |

| \| Fecha \| Lugar \| Local \| Resultado \| Visitante \| \| ------------- \| ---------- \| ------------- \| --------- \| ------------- \| \| 12 de febrero \| Quito \| El Nacional \| 0:0 \| Nacional \| \| 12 de febrero \| Avellaneda \| Independiente \| 4:2 \| Cienciano \| \| 24 de febrero \| Montevideo \| Nacional \| 0:0 \| Independiente \| \| 26 de febrero \| Lima \| Cienciano \| 1:0 \| El Nacional \| \| 2 de marzo \| Avellaneda \| Independiente \| 2:0 \| El Nacional \| \| 4 de marzo \| Montevideo \| Nacional \| 1:0 \| Cienciano \| \| 11 de marzo \| Arequipa \| Cienciano \| 1:2 \| Nacional \| \| 16 de marzo \| Quito \| El Nacional \| 1:0 \| Independiente \| \| 23 de marzo \| Quito \| El Nacional \| 3:3 \| Cienciano \| \| 25 de marzo \| Avellaneda \| Independiente \| 1:1 \| Nacional \| \| 20 de abril \| Arequipa \| Cienciano \| 3:2 \| Independiente \| \| 20 de abril \| Montevideo \| Nacional \| 3:2 \| El Nacional \| |            |               |           |               |
| Fecha | Lugar      | Local         | Resultado | Visitante     |
| 12 de febrero | Quito      | El Nacional   | 0:0       | Nacional      |
| 12 de febrero | Avellaneda | Independiente | 4:2       | Cienciano     |
| 24 de febrero | Montevideo | Nacional      | 0:0       | Independiente |
| 26 de febrero | Lima       | Cienciano     | 1:0       | El Nacional   |
| 2 de marzo | Avellaneda | Independiente | 2:0       | El Nacional   |
| 4 de marzo | Montevideo | Nacional      | 1:0       | Cienciano     |
| 11 de marzo | Arequipa   | Cienciano     | 1:2       | Nacional      |
| 16 de marzo | Quito      | El Nacional   | 1:0       | Independiente |
| 23 de marzo | Quito      | El Nacional   | 3:3       | Cienciano     |
| 25 de marzo | Avellaneda | Independiente | 1:1       | Nacional      |
| 20 de abril | Arequipa   | Cienciano     | 3:2       | Independiente |
| 20 de abril | Montevideo | Nacional      | 3:2       | El Nacional   |

### Grupo 6
| Equipo            | Pts. | PJ | PG | PE | PP | GF | GC | DG |
| ----------------- | ---- | -- | -- | -- | -- | -- | -- | -- |
| River Plate       | 11   | 6  | 3  | 2  | 1  | 10 | 6  | 4  |
| Deportivo Táchira | 10   | 6  | 2  | 4  | 0  | 8  | 4  | 4  |
| Deportes Tolima   | 5    | 6  | 1  | 2  | 3  | 6  | 9  | –3 |
| Libertad          | 5    | 6  | 1  | 2  | 3  | 5  | 10 | –5 |

| \| Fecha \| Lugar \| Local \| Resultado \| Visitante \| \| ------------- \| ------------- \| ----------------- \| --------- \| ----------------- \| \| 3 de febrero \| Asunción \| Libertad \| 0:0 \| Deportes Tolima \| \| 11 de febrero \| San Cristóbal \| Deportivo Táchira \| 0:0 \| River Plate \| \| 24 de febrero \| Ibagué \| Deportes Tolima \| 1:1 \| Deportivo Táchira \| \| 25 de febrero \| Buenos Aires \| River Plate \| 4:1 \| Libertad \| \| 9 de marzo \| San Cristóbal \| Deportivo Táchira \| 2:0 \| Libertad \| \| 11 de marzo \| Ibagué \| Deportes Tolima \| 2:3 \| River Plate \| \| 17 de marzo \| Asunción \| Libertad \| 1:1 \| Deportivo Táchira \| \| 18 de marzo \| Buenos Aires \| River Plate \| 1:0 \| Deportes Tolima \| \| 7 de abril \| Asunción \| Libertad \| 1:0 \| River Plate \| \| 8 de abril \| San Cristóbal \| Deportivo Táchira \| 2:0 \| Deportes Tolima \| \| 14 de abril \| Buenos Aires \| River Plate \| 2:2 \| Deportivo Táchira \| \| 14 de abril \| Ibagué \| Deportes Tolima \| 3:2 \| Libertad \| |               |                   |           |                   |
| Fecha | Lugar         | Local             | Resultado | Visitante         |
| 3 de febrero | Asunción      | Libertad          | 0:0       | Deportes Tolima   |
| 11 de febrero | San Cristóbal | Deportivo Táchira | 0:0       | River Plate       |
| 24 de febrero | Ibagué        | Deportes Tolima   | 1:1       | Deportivo Táchira |
| 25 de febrero | Buenos Aires  | River Plate       | 4:1       | Libertad          |
| 9 de marzo | San Cristóbal | Deportivo Táchira | 2:0       | Libertad          |
| 11 de marzo | Ibagué        | Deportes Tolima   | 2:3       | River Plate       |
| 17 de marzo | Asunción      | Libertad          | 1:1       | Deportivo Táchira |
| 18 de marzo | Buenos Aires  | River Plate       | 1:0       | Deportes Tolima   |
| 7 de abril | Asunción      | Libertad          | 1:0       | River Plate       |
| 8 de abril | San Cristóbal | Deportivo Táchira | 2:0       | Deportes Tolima   |
| 14 de abril | Buenos Aires  | River Plate       | 2:2       | Deportivo Táchira |
| 14 de abril | Ibagué        | Deportes Tolima   | 3:2       | Libertad          |

### Grupo 7
| Equipo            | Pts. | PJ | PG | PE | PP | GF | GC | DG  |
| ----------------- | ---- | -- | -- | -- | -- | -- | -- | --- |
| Santos            | 16   | 6  | 5  | 1  | 0  | 16 | 6  | 10  |
| Barcelona         | 8    | 6  | 2  | 2  | 2  | 9  | 6  | 3   |
| Guaraní           | 6    | 6  | 1  | 3  | 2  | 6  | 7  | –1  |
| Jorge Wilstermann | 2    | 6  | 0  | 2  | 4  | 5  | 17 | –12 |

| \| Fecha \| Lugar \| Local \| Resultado \| Visitante \| \| ------------- \| ---------- \| ----------------- \| --------- \| ----------------- \| \| 4 de febrero \| Asunción \| Guaraní \| 0:0 \| Barcelona \| \| 5 de febrero \| Cochabamba \| Jorge Wilstermann \| 2:3 \| Santos \| \| 12 de febrero \| Guayaquil \| Barcelona \| 4:0 \| Jorge Wilstermann \| \| 18 de febrero \| Santos \| Santos \| 2:2 \| Guaraní \| \| 3 de marzo \| Cochabamba \| Jorge Wilstermann \| 0:0 \| Guaraní \| \| 3 de marzo \| Guayaquil \| Barcelona \| 1:3 \| Santos \| \| 11 de marzo \| Santos \| Santos \| 1:0 \| Barcelona \| \| 18 de marzo \| Asunción \| Guaraní \| 3:1 \| Jorge Wilstermann \| \| 24 de marzo \| Cochabamba \| Jorge Wilstermann \| 2:2 \| Barcelona \| \| 25 de marzo \| Asunción \| Guaraní \| 1:2 \| Santos \| \| 14 de abril \| Guayaquil \| Barcelona \| 2:0 \| Guaraní \| \| 14 de abril \| Santos \| Santos \| 5:0 \| Jorge Wilstermann \| |            |                   |           |                   |
| Fecha | Lugar      | Local             | Resultado | Visitante         |
| 4 de febrero | Asunción   | Guaraní           | 0:0       | Barcelona         |
| 5 de febrero | Cochabamba | Jorge Wilstermann | 2:3       | Santos            |
| 12 de febrero | Guayaquil  | Barcelona         | 4:0       | Jorge Wilstermann |
| 18 de febrero | Santos     | Santos            | 2:2       | Guaraní           |
| 3 de marzo | Cochabamba | Jorge Wilstermann | 0:0       | Guaraní           |
| 3 de marzo | Guayaquil  | Barcelona         | 1:3       | Santos            |
| 11 de marzo | Santos     | Santos            | 1:0       | Barcelona         |
| 18 de marzo | Asunción   | Guaraní           | 3:1       | Jorge Wilstermann |
| 24 de marzo | Cochabamba | Jorge Wilstermann | 2:2       | Barcelona         |
| 25 de marzo | Asunción   | Guaraní           | 1:2       | Santos            |
| 14 de abril | Guayaquil  | Barcelona         | 2:0       | Guaraní           |
| 14 de abril | Santos     | Santos            | 5:0       | Jorge Wilstermann |

### Grupo 8
| Equipo         | Pts. | PJ | PG | PE | PP | GF | GC | DG |
| -------------- | ---- | -- | -- | -- | -- | -- | -- | -- |
| Boca Juniors   | 12   | 6  | 4  | 0  | 2  | 10 | 4  | 6  |
| Deportivo Cali | 9    | 6  | 3  | 0  | 3  | 9  | 9  | 0  |
| Bolívar        | 9    | 6  | 3  | 0  | 3  | 7  | 9  | –2 |
| Colo-Colo      | 6    | 6  | 2  | 0  | 4  | 6  | 10 | –4 |

| \| Fecha \| Lugar \| Local \| Resultado \| Visitante \| \| ------------- \| ------------ \| -------------- \| --------- \| -------------- \| \| 3 de febrero \| Santiago \| Colo-Colo \| 2:3 \| Deportivo Cali \| \| 18 de febrero \| La Paz \| Bolívar \| 3:1 \| Boca Juniors \| \| 2 de marzo \| Cali \| Deportivo Cali \| 3:1 \| Bolívar \| \| 3 de marzo \| Buenos Aires \| Boca Juniors \| 2:0 \| Colo-Colo \| \| 10 de marzo \| Cali \| Deportivo Cali \| 0:1 \| Boca Juniors \| \| 18 de marzo \| La Paz \| Bolívar \| 2:0 \| Colo-Colo \| \| 24 de marzo \| Buenos Aires \| Boca Juniors \| 3:0 \| Deportivo Cali \| \| 25 de marzo \| Santiago \| Colo-Colo \| 2:0 \| Bolívar \| \| 7 de abril \| La Paz \| Bolívar \| 1:0 \| Deportivo Cali \| \| 8 de abril \| Santiago \| Colo-Colo \| 1:0 \| Boca Juniors \| \| 21 de abril \| Cali \| Deportivo Cali \| 3:1 \| Colo-Colo \| \| 21 de abril \| Buenos Aires \| Boca Juniors \| 3:0 \| Bolívar \| |              |                |           |                |
| Fecha | Lugar        | Local          | Resultado | Visitante      |
| 3 de febrero | Santiago     | Colo-Colo      | 2:3       | Deportivo Cali |
| 18 de febrero | La Paz       | Bolívar        | 3:1       | Boca Juniors   |
| 2 de marzo | Cali         | Deportivo Cali | 3:1       | Bolívar        |
| 3 de marzo | Buenos Aires | Boca Juniors   | 2:0       | Colo-Colo      |
| 10 de marzo | Cali         | Deportivo Cali | 0:1       | Boca Juniors   |
| 18 de marzo | La Paz       | Bolívar        | 2:0       | Colo-Colo      |
| 24 de marzo | Buenos Aires | Boca Juniors   | 3:0       | Deportivo Cali |
| 25 de marzo | Santiago     | Colo-Colo      | 2:0       | Bolívar        |
| 7 de abril | La Paz       | Bolívar        | 1:0       | Deportivo Cali |
| 8 de abril | Santiago     | Colo-Colo      | 1:0       | Boca Juniors   |
| 21 de abril | Cali         | Deportivo Cali | 3:1       | Colo-Colo      |
| 21 de abril | Buenos Aires | Boca Juniors   | 3:0       | Bolívar        |

### Grupo 9
| Equipo           | Pts. | PJ | PG | PE | PP | GF | GC | DG |
| ---------------- | ---- | -- | -- | -- | -- | -- | -- | -- |
| Sporting Cristal | 10   | 6  | 3  | 1  | 2  | 13 | 9  | 4  |
| Rosario Central  | 10   | 6  | 3  | 1  | 2  | 8  | 8  | 0  |
| Coritiba         | 8    | 6  | 2  | 2  | 2  | 7  | 8  | –1 |
| Olimpia          | 5    | 6  | 1  | 2  | 3  | 7  | 10 | –3 |

| \| Fecha \| Lugar \| Local \| Resultado \| Visitante \| \| ------------- \| -------- \| ---------------- \| --------- \| ---------------- \| \| 5 de febrero \| Asunción \| Olimpia \| 0:2 \| Rosario Central \| \| 10 de febrero \| Lima \| Sporting Cristal \| 4:1 \| Coritiba \| \| 17 de febrero \| Curitiba \| Coritiba \| 1:1 \| Olimpia \| \| 26 de febrero \| Rosario \| Rosario Central \| 1:1 \| Sporting Cristal \| \| 4 de marzo \| Rosario \| Rosario Central \| 2:0 \| Coritiba \| \| 9 de marzo \| Lima \| Sporting Cristal \| 3:2 \| Olimpia \| \| 10 de marzo \| Curitiba \| Coritiba \| 2:0 \| Rosario Central \| \| 16 de marzo \| Asunción \| Olimpia \| 2:1 \| Sporting Cristal \| \| 23 de marzo \| Lima \| Sporting Cristal \| 4:1 \| Rosario Central \| \| 6 de abril \| Asunción \| Olimpia \| 1:1 \| Coritiba \| \| 13 de abril \| Curitiba \| Coritiba \| 2:0 \| Sporting Cristal \| \| 13 de abril \| Rosario \| Rosario Central \| 2:1 \| Olimpia \| |          |                  |           |                  |
| Fecha | Lugar    | Local            | Resultado | Visitante        |
| 5 de febrero | Asunción | Olimpia          | 0:2       | Rosario Central  |
| 10 de febrero | Lima     | Sporting Cristal | 4:1       | Coritiba         |
| 17 de febrero | Curitiba | Coritiba         | 1:1       | Olimpia          |
| 26 de febrero | Rosario  | Rosario Central  | 1:1       | Sporting Cristal |
| 4 de marzo | Rosario  | Rosario Central  | 2:0       | Coritiba         |
| 9 de marzo | Lima     | Sporting Cristal | 3:2       | Olimpia          |
| 10 de marzo | Curitiba | Coritiba         | 2:0       | Rosario Central  |
| 16 de marzo | Asunción | Olimpia          | 2:1       | Sporting Cristal |
| 23 de marzo | Lima     | Sporting Cristal | 4:1       | Rosario Central  |
| 6 de abril | Asunción | Olimpia          | 1:1       | Coritiba         |
| 13 de abril | Curitiba | Coritiba         | 2:0       | Sporting Cristal |
| 13 de abril | Rosario  | Rosario Central  | 2:1       | Olimpia          |

## Fases finales
A partir de aquí, los dieciocho equipos clasificados primero y segundo de cada grupo disputaron una serie de eliminatorias a ida y vuelta, hasta consagrar al campeón.
Para estas etapas eliminatorias los equipos fueron ordenados de la siguiente manera: se confeccionaron dos tablas, una con los clasificados como primeros (numerados del 1 al 9 de acuerdo al grupo que integraron), y otra con aquellos clasificados como segundos (numerados del 10 al 18 de acuerdo con su desempeño en la fase de grupos). A fin de completar el cuadro final, los cuatro peores segundos disputaron un repechaje. Previo a ello, se estableció que las llaves de octavos de final se emparejen de la siguiente forma:
| - 1 vs. 16 o 17 - 2 vs. 15 o 18 - 3 vs. 14 - 4 vs. 13 | - 5 vs. 12 - 6 vs. 11 - 7 vs. 10 - 8 vs. 9 |

### Tabla de primeros
| Gr. | Equipo           | Pts. | PJ | PG | PE | PP | GF | GC | DG |
| --- | ---------------- | ---- | -- | -- | -- | -- | -- | -- | -- |
| 1   | América          | 13   | 6  | 4  | 1  | 1  | 11 | 5  | 6  |
| 2   | Once Caldas      | 13   | 6  | 4  | 1  | 1  | 11 | 6  | 5  |
| 3   | Cruzeiro         | 13   | 6  | 4  | 1  | 1  | 15 | 6  | 9  |
| 4   | São Paulo        | 15   | 6  | 5  | 0  | 1  | 11 | 7  | 4  |
| 5   | Nacional         | 12   | 6  | 3  | 3  | 0  | 7  | 4  | 3  |
| 6   | River Plate      | 11   | 6  | 3  | 2  | 1  | 10 | 6  | 4  |
| 7   | Santos           | 16   | 6  | 5  | 1  | 0  | 16 | 6  | 10 |
| 8   | Boca Juniors     | 12   | 6  | 4  | 0  | 2  | 10 | 4  | 6  |
| 9   | Sporting Cristal | 10   | 6  | 3  | 1  | 2  | 13 | 9  | 4  |

### Tabla de segundos
| N.º | Equipo            | Pts. | PJ | PG | PE | PP | GF | GC | DG |
| --- | ----------------- | ---- | -- | -- | -- | -- | -- | -- | -- |
| 10  | Liga de Quito     | 12   | 6  | 4  | 0  | 2  | 13 | 3  | 10 |
| 11  | Santos Laguna     | 12   | 6  | 3  | 3  | 0  | 10 | 6  | 4  |
| 12  | Deportivo Táchira | 10   | 6  | 2  | 4  | 0  | 8  | 4  | 4  |
| 13  | Rosario Central   | 10   | 6  | 3  | 1  | 2  | 8  | 8  | 0  |
| 14  | Deportivo Cali    | 9    | 6  | 3  | 0  | 3  | 9  | 9  | 0  |
| 15  | Barcelona         | 8    | 6  | 2  | 2  | 2  | 9  | 6  | 3  |
| 16  | São Caetano       | 8    | 6  | 2  | 2  | 2  | 10 | 8  | 2  |
| 17  | Independiente     | 8    | 6  | 2  | 2  | 2  | 9  | 7  | 2  |
| 18  | U. A. Maracaibo   | 8    | 6  | 2  | 2  | 2  | 10 | 9  | 1  |

#### Repechaje
Los equipos ubicados en los últimos cuatro lugares de la tabla de segundos fueron emparejados en dos llaves, enfrentándose el 15 con el 18, y el 16 con el 17. Cada pareja jugó un único encuentro, actuando como local el equipo mejor ubicado. En caso de igualdad en los 90 minutos, se disputó una definición de penales. Los dos ganadores fueron los últimos clasificados a los octavos de final.
15 vs. 18
| 29 de abril de 2004 | Barcelona                                                                  | 6:1 (3:1) | U. A. Maracaibo | Estadio Monumental, Guayaquil                           |                                                         |
|                     | Kaviedes 37' (pen.) 41' 45' · Teixeira 71' · Vera 78' (pen.) · Escobar 89' | Reporte   | Riep 11'        | Asistencia: 20 000 espectadores Árbitro(s): René Ortubé | Asistencia: 20 000 espectadores Árbitro(s): René Ortubé |

16 vs. 17
| 28 de abril de 2004 | São Caetano                                           | 2:2 (2:1) (4:2 p.)         | Independiente                        | Estadio Anacleto Campanella, São Caetano do Sul |                           |
|                     | Ânderson Lima 8' · Marcinho 32' (pen.)                | Reporte                    | Castillo 7' · Franco 73'             | Árbitro(s): Carlos Torres                       | Árbitro(s): Carlos Torres |
|                     |                                                       | Tiros desde el punto penal |                                      |                                                 |                           |
|                     | Ânderson Lima · Fabrício Carvalho · Euller · Gilberto |                            | Losada · Morales · Carrizo · Giménez |                                                 |                           |

### Cuadro de desarrollo
|  | Octavos de final | Octavos de final    | Octavos de final  | Octavos de final  | Octavos de final |   |                   | Cuartos de final  | Cuartos de final | Cuartos de final | Cuartos de final | Cuartos de final |  |             | Semifinales      | Semifinales      | Semifinales      | Semifinales      | Semifinales      |  |                  | Final                    | Final                    | Final                    | Final                    | Final                    |  |
|  | 4 al 13 de mayo  | 4 al 13 de mayo     | 4 al 13 de mayo   | 4 al 13 de mayo   | 4 al 13 de mayo  |   |                   | 19 al 27 de mayo  | 19 al 27 de mayo | 19 al 27 de mayo | 19 al 27 de mayo | 19 al 27 de mayo |  |             | 9 al 17 de junio | 9 al 17 de junio | 9 al 17 de junio | 9 al 17 de junio | 9 al 17 de junio |  |                  | 23 de junio y 1 de julio | 23 de junio y 1 de julio | 23 de junio y 1 de julio | 23 de junio y 1 de julio | 23 de junio y 1 de julio |  |
|  |                  |                     |                   |                   |                  |   |                   |                   |                  |                  |                  |                  |  |             |                  |                  |                  |                  |                  |  |                  |                          |                          |                          |                          |                          |  |
|  |                  |                     |                   |                   |                  |   |                   |                   |                  |                  |                  |                  |  |             |                  |                  |                  |                  |                  |  |                  |                          |                          |                          |                          |                          |  |
|  | 2                | Once Caldas (p.)    | 0                 | 1                 | 1 (4)            |   |                   |                   |                  |                  |                  |                  |  |             |                  |                  |                  |                  |                  |  |                  |                          |                          |                          |                          |                          |  |
|  | 2                | Once Caldas (p.)    | 0                 | 1                 | 1 (4)            |   |                   |                   |                  |                  |                  |                  |  |             |                  |                  |                  |                  |                  |  |                  |                          |                          |                          |                          |                          |  |
|  | 15               | Barcelona           | 0                 | 1                 | 1 (2)            |   |                   |                   |                  |                  |                  |                  |  |             |                  |                  |                  |                  |                  |  |                  |                          |                          |                          |                          |                          |  |
|  | 15               | Barcelona           | 0                 | 1                 | 1 (2)            |   | Once Caldas       | Once Caldas       | 1                | 1                | 2                |                  |  |             |                  |                  |                  |                  |                  |  |                  |                          |                          |                          |                          |                          |  |
|  |                  |                     |                   |                   |                  |   | Once Caldas       | Once Caldas       | 1                | 1                | 2                |                  |  |             |                  |                  |                  |                  |                  |  |                  |                          |                          |                          |                          |                          |  |
|  |                  |                     | Santos            | Santos            | 1                | 0 | 1                 |                   |                  |                  |                  |                  |  |             |                  |                  |                  |                  |                  |  |                  |                          |                          |                          |                          |                          |  |
|  | 7                | Santos (p.)         | Santos            | Santos            | 1                | 0 | 1                 | 2                 | 2                | 4 (5)            |                  |                  |  |             |                  |                  |                  |                  |                  |  |                  |                          |                          |                          |                          |                          |  |
|  | 7                | Santos (p.)         |                   |                   |                  |   |                   |                   |                  | 4 (5)            |                  |                  |  |             |                  |                  |                  |                  |                  |  |                  |                          |                          |                          |                          |                          |  |
|  | 10               | Liga de Quito       | 4                 | 0                 | 4 (3)            |   |                   |                   |                  |                  |                  |                  |  |             |                  |                  |                  |                  |                  |  |                  |                          |                          |                          |                          |                          |  |
|  | 10               | Liga de Quito       | 4                 | 0                 | 4 (3)            |   |                   |                   |                  |                  |                  |                  |  | Once Caldas | Once Caldas      | 0                | 2                | 2                |                  |  |                  |                          |                          |                          |                          |                          |  |
|  |                  |                     |                   |                   |                  |   |                   |                   |                  |                  |                  |                  |  | Once Caldas | Once Caldas      | 0                | 2                | 2                |                  |  |                  |                          |                          |                          |                          |                          |  |
|  |                  |                     | São Paulo         | São Paulo         | 0                | 1 | 1                 |                   |                  |                  |                  |                  |  |             |                  |                  |                  |                  |                  |  |                  |                          |                          |                          |                          |                          |  |
|  | 5                | Nacional            | São Paulo         | São Paulo         | 0                | 1 | 1                 | 0                 | 2                | 2                |                  |                  |  |             |                  |                  |                  |                  |                  |  |                  |                          |                          |                          |                          |                          |  |
|  | 5                | Nacional            |                   |                   |                  |   |                   |                   |                  | 2                |                  |                  |  |             |                  |                  |                  |                  |                  |  |                  |                          |                          |                          |                          |                          |  |
|  | 12               | Deportivo Táchira   | 3                 | 2                 | 5                |   |                   |                   |                  |                  |                  |                  |  |             |                  |                  |                  |                  |                  |  |                  |                          |                          |                          |                          |                          |  |
|  | 12               | Deportivo Táchira   | 3                 | 2                 | 5                |   | Deportivo Táchira | Deportivo Táchira | 0                | 1                | 1                |                  |  |             |                  |                  |                  |                  |                  |  |                  |                          |                          |                          |                          |                          |  |
|  |                  |                     |                   |                   |                  |   | Deportivo Táchira | Deportivo Táchira | 0                | 1                | 1                |                  |  |             |                  |                  |                  |                  |                  |  |                  |                          |                          |                          |                          |                          |  |
|  |                  |                     | São Paulo         | São Paulo         | 3                | 4 | 7                 |                   |                  |                  |                  |                  |  |             |                  |                  |                  |                  |                  |  |                  |                          |                          |                          |                          |                          |  |
|  | 4                | São Paulo (p.)      | São Paulo         | São Paulo         | 3                | 4 | 7                 | 0                 | 2                | 2 (5)            |                  |                  |  |             |                  |                  |                  |                  |                  |  |                  |                          |                          |                          |                          |                          |  |
|  | 4                | São Paulo (p.)      |                   |                   |                  |   |                   |                   |                  | 2 (5)            |                  |                  |  |             |                  |                  |                  |                  |                  |  |                  |                          |                          |                          |                          |                          |  |
|  | 13               | Rosario Central     | 1                 | 1                 | 2 (4)            |   |                   |                   |                  |                  |                  |                  |  |             |                  |                  |                  |                  |                  |  |                  |                          |                          |                          |                          |                          |  |
|  | 13               | Rosario Central     | 1                 | 1                 | 2 (4)            |   |                   |                   |                  |                  |                  |                  |  |             |                  |                  |                  |                  |                  |  | Once Caldas (p.) | Once Caldas (p.)         | 0                        | 1                        | 1 (2)                    |                          |  |
|  |                  |                     |                   |                   |                  |   |                   |                   |                  |                  |                  |                  |  |             |                  |                  |                  |                  |                  |  | Once Caldas (p.) | Once Caldas (p.)         | 0                        | 1                        | 1 (2)                    |                          |  |
|  |                  |                     | Boca Juniors      | Boca Juniors      | 0                | 1 | 1 (0)             |                   |                  |                  |                  |                  |  |             |                  |                  |                  |                  |                  |  |                  |                          |                          |                          |                          |                          |  |
|  | 3                | Cruzeiro            | Boca Juniors      | Boca Juniors      | 0                | 1 | 1 (0)             | 0                 | 2                | 2 (0)            |                  |                  |  |             |                  |                  |                  |                  |                  |  |                  |                          |                          |                          |                          |                          |  |
|  | 3                | Cruzeiro            |                   |                   |                  |   |                   |                   |                  | 2 (0)            |                  |                  |  |             |                  |                  |                  |                  |                  |  |                  |                          |                          |                          |                          |                          |  |
|  | 14               | Deportivo Cali (p.) | 1                 | 1                 | 2 (3)            |   |                   |                   |                  |                  |                  |                  |  |             |                  |                  |                  |                  |                  |  |                  |                          |                          |                          |                          |                          |  |
|  | 14               | Deportivo Cali (p.) | 1                 | 1                 | 2 (3)            |   | Deportivo Cali    | Deportivo Cali    | 0                | 1                | 1                |                  |  |             |                  |                  |                  |                  |                  |  |                  |                          |                          |                          |                          |                          |  |
|  |                  |                     |                   |                   |                  |   | Deportivo Cali    | Deportivo Cali    | 0                | 1                | 1                |                  |  |             |                  |                  |                  |                  |                  |  |                  |                          |                          |                          |                          |                          |  |
|  |                  |                     | River Plate       | River Plate       | 1                | 3 | 4                 |                   |                  |                  |                  |                  |  |             |                  |                  |                  |                  |                  |  |                  |                          |                          |                          |                          |                          |  |
|  | 6                | River Plate (p.)    | River Plate       | River Plate       | 1                | 3 | 4                 | 1                 | 1                | 2 (5)            |                  |                  |  |             |                  |                  |                  |                  |                  |  |                  |                          |                          |                          |                          |                          |  |
|  | 6                | River Plate (p.)    |                   |                   |                  |   |                   |                   |                  | 2 (5)            |                  |                  |  |             |                  |                  |                  |                  |                  |  |                  |                          |                          |                          |                          |                          |  |
|  | 11               | Santos Laguna       | 0                 | 2                 | 2 (3)            |   |                   |                   |                  |                  |                  |                  |  |             |                  |                  |                  |                  |                  |  |                  |                          |                          |                          |                          |                          |  |
|  | 11               | Santos Laguna       | 0                 | 2                 | 2 (3)            |   |                   |                   |                  |                  |                  |                  |  | River Plate | River Plate      | 0                | 2                | 2 (4)            |                  |  |                  |                          |                          |                          |                          |                          |  |
|  |                  |                     |                   |                   |                  |   |                   |                   |                  |                  |                  |                  |  | River Plate | River Plate      | 0                | 2                | 2 (4)            |                  |  |                  |                          |                          |                          |                          |                          |  |
|  |                  |                     | Boca Juniors (p.) | Boca Juniors (p.) | 1                | 1 | 2 (5)             |                   |                  |                  |                  |                  |  |             |                  |                  |                  |                  |                  |  |                  |                          |                          |                          |                          |                          |  |
|  | 8                | Boca Juniors        | Boca Juniors (p.) | Boca Juniors (p.) | 1                | 1 | 2 (5)             | 3                 | 2                | 5                |                  |                  |  |             |                  |                  |                  |                  |                  |  |                  |                          |                          |                          |                          |                          |  |
|  | 8                | Boca Juniors        |                   |                   |                  |   |                   |                   |                  | 5                |                  |                  |  |             |                  |                  |                  |                  |                  |  |                  |                          |                          |                          |                          |                          |  |
|  | 9                | Sporting Cristal    | 2                 | 1                 | 3                |   |                   |                   |                  |                  |                  |                  |  |             |                  |                  |                  |                  |                  |  |                  |                          |                          |                          |                          |                          |  |
|  | 9                | Sporting Cristal    | 2                 | 1                 | 3                |   | Boca Juniors (p.) | Boca Juniors (p.) | 0                | 1                | 1 (4)            |                  |  |             |                  |                  |                  |                  |                  |  |                  |                          |                          |                          |                          |                          |  |
|  |                  |                     |                   |                   |                  |   | Boca Juniors (p.) | Boca Juniors (p.) | 0                | 1                | 1 (4)            |                  |  |             |                  |                  |                  |                  |                  |  |                  |                          |                          |                          |                          |                          |  |
|  |                  |                     | São Caetano       | São Caetano       | 0                | 1 | 1 (3)             |                   |                  |                  |                  |                  |  |             |                  |                  |                  |                  |                  |  |                  |                          |                          |                          |                          |                          |  |
|  | 1                | América             | São Caetano       | São Caetano       | 0                | 1 | 1 (3)             | 1                 | 1                | 2                |                  |                  |  |             |                  |                  |                  |                  |                  |  |                  |                          |                          |                          |                          |                          |  |
|  | 1                | América             |                   |                   |                  |   |                   |                   |                  | 2                |                  |                  |  |             |                  |                  |                  |                  |                  |  |                  |                          |                          |                          |                          |                          |  |
|  | 16               | São Caetano         | 2                 | 1                 | 3                |   |                   |                   |                  |                  |                  |                  |  |             |                  |                  |                  |                  |                  |  |                  |                          |                          |                          |                          |                          |  |
|  | 16               | São Caetano         | 2                 | 1                 | 3                |   |                   |                   |                  |                  |                  |                  |  |             |                  |                  |                  |                  |                  |  |                  |                          |                          |                          |                          |                          |  |
|  |                  |                     |                   |                   |                  |   |                   |                   |                  |                  |                  |                  |  |             |                  |                  |                  |                  |                  |  |                  |                          |                          |                          |                          |                          |  |

- Nota: En cada llave, el equipo que ocupa la primera línea es el que definió la serie como local.

### Octavos de final
| 6 de mayo de 2004 | Barcelona | 0:0     | Once Caldas | Estadio Monumental, Guayaquil                              |                                                            |
|                   |           | Reporte |             | Asistencia: 54 000 espectadores Árbitro(s): Luis Solórzano | Asistencia: 54 000 espectadores Árbitro(s): Luis Solórzano |

| 13 de mayo de 2004 | Once Caldas                           | 1:1 (0:0) (4:2 p.)         | Barcelona                           | Estadio Palogrande, Manizales                           |                                                         |
|                    | Agudelo 83'                           | Reporte                    | Gavica 76'                          | Asistencia: 38 456 espectadores Árbitro(s): René Ortubé | Asistencia: 38 456 espectadores Árbitro(s): René Ortubé |
|                    |                                       | Tiros desde el punto penal |                                     |                                                         |                                                         |
|                    | Valentierra · Soto · Moreno · Agudelo |                            | Caicedo · Ayoví · Escobar · Chatruc |                                                         |                                                         |

| 5 de mayo de 2004 | Liga de Quito                             | 4:2 (1:2) | Santos                | Estadio Casa Blanca, Quito                             |                                                        |
|                   | Ambrosi 18' 72' · Urrutia 48' · Salas 84' | Reporte   | Robinho 2' · Elano 4' | Asistencia: 45 000 espectadores Árbitro(s): Óscar Ruiz | Asistencia: 45 000 espectadores Árbitro(s): Óscar Ruiz |

| 11 de mayo de 2004 | Santos                                                   | 2:0 (1:0) (5:3 p.)         | Liga de Quito                       | Estadio Urbano Caldeira, Santos                             |                                                             |
|                    | Diego 2', 49'                                            | Reporte                    |                                     | Asistencia: 18 221 espectadores Árbitro(s): Carlos Amarilla | Asistencia: 18 221 espectadores Árbitro(s): Carlos Amarilla |
|                    |                                                          | Tiros desde el punto penal |                                     |                                                             |                                                             |
|                    | Robinho · Machado · Preto Casagrande · Paulo César · Léo |                            | Aguinaga · Obregón · Salas · Reasco |                                                             |                                                             |

| 4 de mayo de 2004 | Deportivo Táchira                      | 3:0 (2:0) | Nacional | Polideportivo de Pueblo Nuevo, San Cristóbal                 |                                                              |
|                   | Rondón 3' · Panigutti 41' · Beraza 66' | Reporte   |          | Asistencia: 10 000 espectadores Árbitro(s): Gilberto Hidalgo | Asistencia: 10 000 espectadores Árbitro(s): Gilberto Hidalgo |

| 13 de mayo de 2004 | Nacional                | 2:2 (2:0) | Deportivo Táchira         | Estadio Centenario, Montevideo                               |                                                              |
|                    | Romero 36' · Valdez 45' | Reporte   | Vielma 85' · Chirinos 87' | Asistencia: 15 000 espectadores Árbitro(s): Gabriel Brazenas | Asistencia: 15 000 espectadores Árbitro(s): Gabriel Brazenas |

| 6 de mayo de 2004 | Rosario Central | 1:0 (0:0) | São Paulo | Estadio Gigante de Arroyito, Rosario                        |                                                             |
|                   | Belloso 86'     | Reporte   |           | Asistencia: 40 000 espectadores Árbitro(s): Carlos Amarilla | Asistencia: 40 000 espectadores Árbitro(s): Carlos Amarilla |

| 12 de mayo de 2004 | São Paulo                                                 | 2:1 (1:1) (5:4 p.)         | Rosario Central                                           | Estadio Morumbi, São Paulo                                  |                                                             |
|                    | Grafite 45', 76'                                          | Reporte                    | Herrera 6'                                                | Asistencia: 68 500 espectadores Árbitro(s): Jorge Larrionda | Asistencia: 68 500 espectadores Árbitro(s): Jorge Larrionda |
|                    |                                                           | Tiros desde el punto penal |                                                           |                                                             |                                                             |
|                    | Cicinho · Grafite · Luís Fabiano · Fabão · Ceni · Gabriel |                            | Carbonari · Herrera · Talamonti · Ferrari · Gaona · Irace |                                                             |                                                             |

| 5 de mayo de 2004 | Deportivo Cali | 1:0 (1:0) | Cruzeiro | Estadio Pascual Guerrero, Cali                             |                                                            |
|                   | Téllez 37'     | Reporte   |          | Asistencia: 35 000 espectadores Árbitro(s): Carlos Chandía | Asistencia: 35 000 espectadores Árbitro(s): Carlos Chandía |

| 13 de mayo de 2004 | Cruzeiro                        | 2:1 (0:1) (0:3 p.)         | Deportivo Cali                          | Estadio Mineirão, Belo Horizonte                            |                                                             |
|                    | Alex 47' (pen.) · Guilherme 87' | Reporte                    | Moreno 41'                              | Asistencia: 50 000 espectadores Árbitro(s): Héctor Baldassi | Asistencia: 50 000 espectadores Árbitro(s): Héctor Baldassi |
|                    |                                 | Tiros desde el punto penal |                                         |                                                             |                                                             |
|                    | Alex · Edu Dracena · Dudú       |                            | Hurtado · Patiño · Domínguez · Mosquera |                                                             |                                                             |

| 4 de mayo de 2004 | Santos Laguna | 0:1 (0:0) | River Plate | Estadio Corona, Torreón                                    |                                                            |
|                   |               | Reporte   | Tula 58'    | Asistencia: 22 000 espectadores Árbitro(s): Gustavo Méndez | Asistencia: 22 000 espectadores Árbitro(s): Gustavo Méndez |

| 11 de mayo de 2004 | River Plate                                       | 1:2 (0:1) (4:2 p.)         | Santos Laguna                         | Estadio Monumental, Buenos Aires                          |                                                           |
|                    | Salas 74'                                         | Reporte                    | Altamirano 25' · Vuoso 49'            | Asistencia: 26 000 espectadores Árbitro(s): Carlos Torres | Asistencia: 26 000 espectadores Árbitro(s): Carlos Torres |
|                    |                                                   | Tiros desde el punto penal |                                       |                                                           |                                                           |
|                    | Salas · Cavenaghi · Montenegro · González · López |                            | Borgetti · Ruiz · Altamirano · Cariño |                                                           |                                                           |

| 4 de mayo de 2004 | Sporting Cristal           | 2:3 (2:1) | Boca Juniors                                 | Estadio Nacional, Lima                                   |                                                          |
|                   | Bonnet 41' · Quinteros 45' | Reporte   | Tévez 31' · Calvo 82' · Barros Schelotto 90' | Asistencia: 40 000 espectadores Árbitro(s): Rubén Selmán | Asistencia: 40 000 espectadores Árbitro(s): Rubén Selmán |

| 12 de mayo de 2004 | Boca Juniors               | 2:1 (1:0) | Sporting Cristal | Estadio La Bombonera, Buenos Aires                       |                                                          |
|                    | Villarreal 40' · Tévez 62' | Reporte   | Lima 66'         | Asistencia: 48 000 espectadores Árbitro(s): Carlos Simon | Asistencia: 48 000 espectadores Árbitro(s): Carlos Simon |

| 5 de mayo de 2004 | São Caetano                           | 2:1 (0:1) | América      | Estadio Anacleto Campanella, São Caetano do Sul             |                                                             |
|                   | Ânderson Lima 52' · Oviedo 83' (a.g.) | Reporte   | González 23' | Asistencia: 10 000 espectadores Árbitro(s): Jorge Larrionda | Asistencia: 10 000 espectadores Árbitro(s): Jorge Larrionda |

| 11 de mayo de 2004 | América   | 1:1 (1:0) | São Caetano   | Estadio Azteca, Ciudad de México                       |                                                        |
|                    | Navia 20' | Reporte   | Triguinho 79' | Asistencia: 95 000 espectadores Árbitro(s): Óscar Ruiz | Asistencia: 95 000 espectadores Árbitro(s): Óscar Ruiz |

### Cuartos de final
| 19 de mayo de 2004 | Santos      | 1:1 (0:0) | Once Caldas     | Estadio Urbano Caldeira, Santos                            |                                                            |
|                    | Basílio 83' | Reporte   | Valentierra 88' | Asistencia: 12 855 espectadores Árbitro(s): Claudio Martín | Asistencia: 12 855 espectadores Árbitro(s): Claudio Martín |

| 27 de mayo de 2004 | Once Caldas     | 1:0 (0:0) | Santos | Estadio Palogrande, Manizales |                              |
|                    | Valentierra 70' | Reporte   |        | Árbitro(s): Horacio Elizondo  | Árbitro(s): Horacio Elizondo |

| 19 de mayo de 2004 | São Paulo                                             | 3:0 (1:0) | Deportivo Táchira | Estadio Morumbi, São Paulo                              |                                                         |
|                    | Ceni 32' · Luís Fabiano 48' (pen.) · Gustavo Nery 58' | Reporte   |                   | Asistencia: 56 000 espectadores Árbitro(s): René Ortubé | Asistencia: 56 000 espectadores Árbitro(s): René Ortubé |

| 26 de mayo de 2004 | Deportivo Táchira | 1:4 (1:1) | São Paulo                                              | Polideportivo de Pueblo Nuevo, San Cristóbal                |                                                             |
|                    | Panigutti 6'      | Reporte   | Grafite 24' · Luís Fabiano 58', 88' · Gustavo Nery 67' | Asistencia: 37 000 espectadores Árbitro(s): Henry Cervantes | Asistencia: 37 000 espectadores Árbitro(s): Henry Cervantes |

| 20 de mayo de 2004 | River Plate  | 1:0 (1:0) | Deportivo Cali | Estadio Monumental, Buenos Aires                         |                                                          |
|                    | Sambueza 19' | Reporte   |                | Asistencia: 38 000 espectadores Árbitro(s): Carlos Simon | Asistencia: 38 000 espectadores Árbitro(s): Carlos Simon |

| 26 de mayo de 2004 | Deportivo Cali | 1:3 (1:2) | River Plate                       | Estadio Pascual Guerrero, Cali                             |                                                            |
|                    | Hurtado 14'    | Reporte   | Gallardo 22' · Cavenaghi 31', 64' | Asistencia: 34 000 espectadores Árbitro(s): Carlos Chandía | Asistencia: 34 000 espectadores Árbitro(s): Carlos Chandía |

| 20 de mayo de 2004 | São Caetano | 0:0     | Boca Juniors | Estadio Anacleto Campanella, São Caetano do Sul          |                                                          |
|                    |             | Reporte |              | Asistencia: 12 000 espectadores Árbitro(s): Rubén Selmán | Asistencia: 12 000 espectadores Árbitro(s): Rubén Selmán |

| 25 de mayo de 2004 | Boca Juniors                                                            | 1:1 (0:0) (4:3 p.)         | São Caetano                                                                   | Estadio Presidente Perón, Avellaneda                        |                                                             |
|                    | Barijho 65'                                                             | Reporte                    | Gilberto 58'                                                                  | Asistencia: 48 680 espectadores Árbitro(s): Carlos Amarilla | Asistencia: 48 680 espectadores Árbitro(s): Carlos Amarilla |
|                    |                                                                         | Tiros desde el punto penal |                                                                               |                                                             |                                                             |
|                    | Barros Schelotto · Schiavi · Donnet · Barijho · Cascini · Abbondanzieri |                            | Ânderson Lima · Lúcio Flávio · Fabrício Carvalho · Gilberto · Warley · Mattos |                                                             |                                                             |

### Semifinales
| 9 de junio de 2004 | São Paulo | 0:0     | Once Caldas | Estadio Morumbi, São Paulo                                  |                                                             |
|                    |           | Reporte |             | Asistencia: 70 500 espectadores Árbitro(s): Carlos Amarilla | Asistencia: 70 500 espectadores Árbitro(s): Carlos Amarilla |

| 16 de junio de 2004 | Once Caldas               | 2:1 (1:1) | São Paulo  | Estadio Palogrande, Manizales                               |                                                             |
|                     | Alcázar 27' · Agudelo 90' | Reporte   | Danilo 32' | Asistencia: 38 200 espectadores Árbitro(s): Jorge Larrionda | Asistencia: 38 200 espectadores Árbitro(s): Jorge Larrionda |

| 10 de junio de 2004 | Boca Juniors | 1:0 (1:0) | River Plate | Estadio La Bombonera, Buenos Aires                         |                                                            |
|                     | Schiavi 28'  | Reporte   |             | Asistencia: 57 265 espectadores Árbitro(s): Claudio Martín | Asistencia: 57 265 espectadores Árbitro(s): Claudio Martín |

| 17 de junio de 2004 | River Plate                                       | 2:1 (0:0) (4:5 p.)         | Boca Juniors                                        | Estadio Monumental, Buenos Aires                            |                                                             |
|                     | González 51' · Nasuti 90+4'                       | Reporte                    | Tévez 87'                                           | Asistencia: 65 121 espectadores Árbitro(s): Héctor Baldassi | Asistencia: 65 121 espectadores Árbitro(s): Héctor Baldassi |
|                     |                                                   | Tiros desde el punto penal |                                                     |                                                             |                                                             |
|                     | Salas · Montenegro · Cavenaghi · González · López |                            | Schiavi · Álvarez · Ledesma · Burdisso · Villarreal |                                                             |                                                             |

### Final
| Ida; 23 de junio de 2004, 21:15 (UTC-3) | Boca Juniors | 0:0 | Once Caldas | Estadio La Bombonera, Buenos Aires                         |  |
|                                         |              |     |             | Asistencia: 47 600 espectadores Árbitro(s): Gustavo Méndez |  |

| Vuelta; 1 de julio de 2004, 19:15 (UTC-5) | Once Caldas                            | 1:1 (1:0) (2:0 p.)         | Boca Juniors                           | Estadio Palogrande, Manizales                              |                                                            |
|                                           | Viáfara 7'                             | Reporte                    | Burdisso 52'                           | Asistencia: 45 000 espectadores Árbitro(s): Carlos Chandía | Asistencia: 45 000 espectadores Árbitro(s): Carlos Chandía |
|                                           |                                        | Tiros desde el punto penal |                                        |                                                            |                                                            |
|                                           | Valentierra · Soto · Ortegón · Agudelo |                            | Schiavi · Cascini · Burdisso · Cángele |                                                            |                                                            |

|                                 |
| Bandera de Colombia             |
| Campeón Once Caldas 1.er título |

## Estadísticas

### Goleadores
| Jugador               | Club             | Goles |
| --------------------- | ---------------- | ----- |
| Luís Fabiano          | São Paulo        | 8     |
| Fernando Cavenaghi    | River Plate      | 6     |
| Cuauhtémoc Blanco     | América          | 5     |
| Luis Alberto Bonnet   | Sporting Cristal | 5     |
| Arnulfo Valentierra   | Once Caldas      | 5     |
| Danny Vera            | Barcelona SC     | 5     |
| José Alfredo Castillo | Bolívar          | 5     |
| Carlos Bueno          | Peñarol          | 5     |
| Basílio               | Santos           | 5     |
| Grafite               | São Paulo        | 5     |